# Tōhōkai
Tōhōkai (東方会, traducible al español como Sociedad de Oriente) era un movimiento fascista de Japón liderado por Nakano Seigo, muy activo en las décadas de años 1930 y 1940. A pesar de su integración en la Asociación de Asistencia al Régimen Imperial, el partido se mantuvo activo hasta poco después de la muerte de Nakano, en 1943.

## Historia

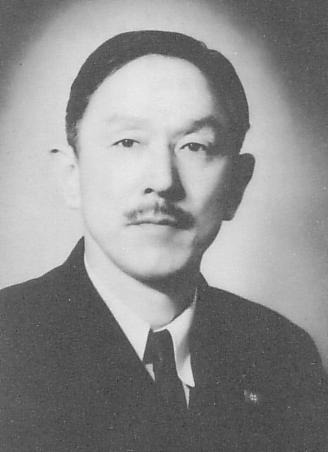
Nakano Seigo, durante los años 1940.

Fue fundado en 1936 cuando Nakano se distanció del Kokumin Dōmei y comenzó a proponer que Japón siguiera el ejemplo de Adolf Hitler en Alemania y Benito Mussolini en Italia, e introdujera el fascismo en el país. El partido adoptó varios elementos de los movimientos europeos, tales como el uso de las camisas negras con bandas en los brazos (con el carácter japonés que significa "oriente"), y la celebración de mítines masivos.
Sin perjuicio de lo anterior, el programa del Tohokai no era una copia íntegra de los modelos occidentales, toda vez que el grupo era un acérrimo seguidor de Saigō Takamori y la Rebelión Satsuma, por lo que en este respecto, así como en ciertos puntos ideológicos, compartían ciertos elementos con los jóvenes oficiales de Kita Ikki. Sin embargo, el Tohokai no veía al Emperador como un ser divino, sino como un símbolo del potencial divino que existía en todo el pueblo japonés. Así, el Tohokai quería que Japón se basara en un sistema de soberanía popular y corporativismo.
El partido ganó cierto apoyo y en su punto más alto llegó a ostentar once escaños en la Dieta de Japón en 1937. Llegó a haber contactos para unirse con el Shakai Taishūtō, aunque el intento acabó fracasando, en parte por el empeño de Nakano en liderar una hipotética nueva formación y en parte porque numerosos militantes del Shakai Taishūtō consideraban al Tōhōkai un partido meramente fascista. Sin embargo, en octubre de 1940 el Tōhōkai se integró en la Asociación de Apoyo al Régimen Imperial (大政翼賛会?  Taisei Yokusankai), en un intento del primer ministro Fumimaro Konoe por crear un régimen de partido único.
La armonía no duró mucho y en 1941 Nakano se separó del Taisei Yokusankai, ya que percibía que Konoe no había establecido el régimen totalitario de partido único al estilo europeo que él ansiaba, aunque sus planteamientos antibritánicos y antiestadounidenses le valieron para evitar que el gobierno restringiera sus actividades como había hecho con otros partidos. A pesar de que continuó la cooperación Tōhōkai con el Taisei Yokusankai, Nakano censuró a Konoe y Hideki Tōjō por no adoptar la política de Hitler de forma más intensa. Esta situación continuó hasta octubre de 1943, cuando Nakano fue arrestado junto con otros 39 miembros del partido, acusados de conspirar para derrocar al régimen de Tōjō. Nakano se suicidó en extrañas circunstancias la noche después de ser liberado bajo fianza.
La muerte de Nakano supuso a la larga la desaparición del partido, que fue languideciendo progresivamente hasta su disolución formal el 23 de marzo de 1944. Tras el final de la Segunda Guerra Mundial, fue disuelto oficialmente por las fuerzas de ocupación.

## Legado
El Partido Nacional Socialista Japonés de los Trabajadores y de Bienestar Social actualmente proclama tener la misma base ideológica que el Tohokai, y en ocasiones incluso utiliza sus símbolos.